# Dark Castle
《Dark Castle》是一款類似Prince of Persia的經典動作冒險遊戲，但前者有更多的關卡，壞蛋和令你忙不過的事情。Dark Castle由Silicon Beach Software於1986年發行，只能在Macintosh電腦上运行；當時專為Mac寫的遊戲軟件實在不多，它充滿趣味的玩法和迷人的黑白Bitmap圖像，很快就成為許多Mac迷的最愛。

Color Dark Castle截圖

Return to Dark Castle截圖

数年後，Aldus收購了Silicon Beach，而這款遊戲也停止了開發。及後Delta Tao得到了這遊戲的開發權，於是產生了Beyond Dark Castle和Color Dark Castle版本，最新與此有關連的版本則為Return to Dark Castle，由ZSculpt開發。

## 外部連結
- Color Dark Castle網頁（页面存档备份，存于）
- Return to Dark Castle網頁（页面存档备份，存于）